# Liste der deutschen Botschafter in Malawi
Die Liste der deutschen Botschafter in Malawi enthält die Botschafter der Bundesrepublik Deutschland in Malawi. Sitz der Botschaft ist in Lilongwe.
| Name                               | Amtszeit  |
| ---------------------------------- | --------- |
| Johannes Balser                    | 1964–1968 |
| Bernhard Heibach                   | 1968–1972 |
| Alexander Graf York von Wartenburg | 1972–1975 |
| Erhard Holtermann                  | 1975–1979 |
| Karl Wand                          | 1980–1983 |
| Theodora van Rossum                | 1983–1988 |
| Wilfried Rupprecht                 | 1988–1992 |
| Ulrich Nitzschke                   | 1992–1996 |
| Jürgen Hellner                     | 1996–2000 |
| Franz Ring                         | 2000–2004 |
| Albert Gisy                        | 2004–2008 |
| Rainer Müller                      | 2009–2011 |
| Peter Woeste                       | 2011–2016 |
| Jürgen Borsch                      | 2016–2021 |
| Ralph Timmermann                   | 2021–2023 |
| Ute König                          | seit 2023 |